# Бервальд, Астрид
Астрид Мария Беатрис Бервальд (швед. Astrid Maria Beatrice Berwald; 8 сентября 1886, Стокгольм, Швеция — 16 января 1982, Хэбэй, Китай) — шведская пианистка и педагог, член Шведской королевской музыкальной академии.

## Биография
Астрид Бервальд родилась в 1886 году в Стокгольме. Её отцом был инженер и композитор Яльмар Бервальд, сын композитора Франца Бервальда. Среди внуков Бервальда Астрид была единственной, кто посвятил себя музыке. С 1895 по 1908 год она училась в школе Рихарда Андерссона в Стокгольме. Затем, в течение двух лет, она изучала контрапункт у Эрнста Эльберга в консерватории Шведской королевской музыкальной академии (ныне Королевский музыкальный колледж).
Первое выступление Астрид Бервальд состоялось 29 апреля 1904 года в зале Королевской шведской академии наук, где она исполняла сонаты Иоганна Кунау и Карла Филиппа Эммануила Баха. В 1906 году прошёл её первый сольный концерт с оркестром в Шведской королевской музыкальной академии. Официальная карьера Бервальд как пианистки началась с дебютного концерта в Гётеборге в 1907 году. С 1908 по 1911 год она продолжила своё обучение в Берлине, где её преподавателем фортепиано был Эрнст фон Донаньи, а теории музыки — Павел Юон. В 1920—1921 году Бервальд ещё раз ездила в Берлин и брала уроки фортепиано у Георга Бертрама.
Бервальд сохранила хорошие отношения со своим первым учителем фортепиано, Рихардом Андерссоном, и многие годы — более пятидесяти лет — преподавала игру на фортепиано в его школе. С 1935 по 1965 год она также была директором школы. Это сказалось на её собственной карьере: Бервальд редко давала сольные концерты, чаще сопровождая других солистов в качестве аккомпаниатора, и иногда выступала на радио. Кроме того, Астрид Бервальд исполняла камерную музыку в составе созданного в 1936 году Бервальд-трио (фортепиано, виолончель, скрипка).
Астрид Бервальд много делала для популяризации творчества своего деда Франца Бервальда. Ещё в юности она занималась расшифровкой его партитур и восстановлением утраченных фрагментов по черновикам. Бервальд-трио обычно включало произведения Бервальда в свои концертные программы; Астрид Бервальд также была первой исполнительницей его фортепианного концерта в 1904 году и впоследствии многократно исполняла это произведение с разными дирижёрами.
в 1935 году Астрид Бервальд была избрана членом Шведской королевской музыкальной академии. Она умерла 16 января 1982 года в Китае, в провинции Хэбэй, и была похоронена в Сольне (Швеция).